# Golovin
Golovin és una població dels Estats Units a l'estat d'Alaska. Segons el cens del 2007 tenia 145 habitants.

## Demografia
Segons el cens del 2000, Golovin tenia 144 habitants, 45 habitatges, i 30 famílies La densitat de població era de 14,9 habitants/km².
Dels 45 habitatges en un 44,4% hi vivien nens de menys de 18 anys, en un 40% hi vivien parelles casades, en un 20% dones solteres, i en un 33,3% no eren unitats familiars. En el 31,1% dels habitatges hi vivien persones soles el 6,7% de les quals corresponia a persones de 65 anys o més que vivien soles. El nombre mitjà de persones vivint en cada habitatge era de 3,2 i el nombre mitjà de persones que vivien en cada família era de 4,17.
Per edats la població es repartia de la següent manera: un 42,4% tenia menys de 18 anys, un 6,3% entre 18 i 24, un 28,5% entre 25 i 44, un 16,7% de 45 a 60 i un 6,3% 65 anys o més.
L'edat mediana era de 26 anys. Per cada 100 dones hi havia 118,2 homes. Per cada 100 dones de 18 o més anys hi havia 118,4 homes.
La renda mediana per habitatge era de 31.875 $ i la renda mediana per família de 41.250 $. Els homes tenien una renda mediana de 25.625 $ mentre que les dones 31.250 $. La renda per capita de la població era de 13.281 $. Cap de les famílies i el 4,3% de la població estaven per davall del llindar de pobresa.

## Poblacions més properes
El següent diagrama mostra les poblacions més properes.